# Образцов, Лев Николаевич
Лев Николаевич Образцо́в (7 декабря 1929 год, Кослан, Коми АССР, РСФСР, СССР — 1 апреля 2008 год, Санкт-Петербург, Россия) — генерал-майор медицинской службы (1984), Заслуженный работник высшей школы Российской Федерации (2008).

## Биография
Родился в семье служащих. Русский.

### Образование
В 1949 году окончил фельдшерско-акушерскую школу в Рыбинске. Трудовую деятельность начал в 1949 году.
В апреле 1950 года призван в Советскую Армию. В 1951 году, после окончания трёхмесячных курсов по подготовке офицеров медицинской службы при Омском военно-медицинском училище, получил офицерское звание «лейтенант медицинской службы» и был назначен старшим фельдшером 12 отдельной строительной роты (г. Нижнеудинск, ВостСибВО, позже — ЗабВО).
В 1953 году зачислен и в 1959 году окончил Военно-медицинскую академию им. С. М. Кирова, после чего проходил военную службу в войсках ПрикВО на должностях: начальника медицинского пункта артиллерийского полка (г. Хмельник (Винницкая область)), старшего врача учебного мотострелкового полка (г. Черновцы), офицера отдела кадров военного округа (г. Львов). В 1964—1966 годы — слушатель факультета усовершенствования Военно-медицинской академии им. С. М. Кирова, по окончании которого назначен в войска ДВО начальником медицинской службы мотострелковой дивизии (Амурская область).

### Карьера
В 1969 году — начальник учебной части военной кафедры Благовещенского медицинского института, в 1974 году — преподаватель, старший преподаватель кафедры ОТМС Военно-медицинской академии им. С. М. Кирова. Руководитель курса и председатель предметно-методической комиссии военно-медицинской географии Академии в 1979—1981, 1991 и с 2001 по 2008 годы. С 1981 — начальник Факультета подготовки врачей для Ракетных и Сухопутных войск Академии. Кандидат медицинских наук (1974), военная медико-географическая тема), доцент (1981). В 1984 году присвоено звание генерал-майора медицинской службы. Врач высшей категории.
Уволен из ВС СССР в ноябре 1988 г. по болезни.
Действительный член Географического общества АН СССР («Русское географическое общество») с 1965 года. Доцент, профессор Академии военных наук (2004 г.)
Похоронен на Северном кладбище Санкт-Петербурга.

### Семья
Отец — Николай Александрович Образцов, мать — Юлия Георгиевна Образцова.
Жена — Евдокия Ивановна Образцова (1925—2014);
- сыновья — Валерий, Николай.

## Научная деятельность
Автор и/или соавтор 270 научных работ, в том числе 3 учебников, 7 учебных пособий, 2 монографий на военную медико-географическую тематику. Основные направления научной деятельности: разработка региональных проблем медицинской, военно-медицинской географии и медицинской экологии России. Один из пионеров поиска возможностей использования географической информационной системы в медико-географических исследованиях. Участник VII—X Всесоюзных и Всероссийских конференций по медицинской географии.
Инициатор и один из организаторов проведения XI Всероссийской конференции по медицинской географии с международным участием, посвящённой 90-летию профессора А. А. Шошина (2003).
За вклад в развитие медицинской географии президентом Географического общества СССР награждён Юбилейной медалью имени академика Е. Н. Павловского, в 2007 г. Президиумом Русского географического общества награждён Почетной грамотой «За большие заслуги перед географией и Русским географическим обществом».
В 2007 году опубликована его монография «Медико-географические особенности территории России и их медико-экологическая оценка». В 2008 году был представлен к Государственной награде «Заслуженный работник высшей школы Российской Федерации»